# Sd.Kfz. 247
Sd.Kfz. 247 là tên một loại xe bọc thép do quân đội Đức Quốc xã chế tạo để phục vụ thế chiến II.Có khoảng 10 chiếc được chế tạo trước chiến tranh và đều thuộc mẫu 6 bánh(Ausf.A) và 58 chiếc được chế tạo trong chiến tranh thuộc mẫu 4 bánh(Ausf.B).Tên chính thức của nó là schwerer geländegängiger gepanzerter Personenkraftwagen (Xe bọc thép hạng nặng di chuyển trong mọi điều kiện).

## Mô tả
Sd.Kfz. 247 có thiết kế nắp mở, phần thân được bọc giáp mỏng trên phần bánh xích.Kíp chiến đấu gồm 6 người không được trang bị vũ khí.Nó được dùng để làm xe do thám cho các tiểu đoàn mặc dù trong phiên bản gốc, radio và điện đàm không được trang bị.Lớp giáp bọc nhằm chống lại đạn đầu nhọn xuyên giáp 7.92-mm (0.312 in) ở khoảng cách 30 m.Một vài hình ảnh còn lại cho rằng phiên bản Ausf.B được trang bị một nhánh ăng-ten có hình dạng ngôi sao, được gắn bên trong ngăn của kíp chiến đấu và một phần giáp bọc ở đĩa ở phần dưới của thân(xem thêm để biết rõ)

### Ausf.A
Krupp chế tạo 10 chiếc Ausf.A dựa trên thân của xe tải L2H143 Protze 6 x 4 vào năm 1937.Động cơ Krupp M305(cơ chế:4 xi-lanh;dung tích:3.5 l;công suất:65 mã lực;cơ chế hoạt động:làm mát bằng nước và chạy bằng dầu) có thể tăng tốc độ lên đến 70 km/h và tầm hoạt động khoảng 350 km.Giống như các loại xe khác sử dụng thân xe tải này, Ausf.A không thể di chuyển trên địa hình không bằng phẳng quá nhiều và lái xe thường được nhắc nhở trước về điều này.Nó có trọng lượng khoảng 5.2 tấn (5.1 LT; 5.7 ST);dài 5.2 m;rộng 1.96 m và cao 1.7 m.

### Ausf. B

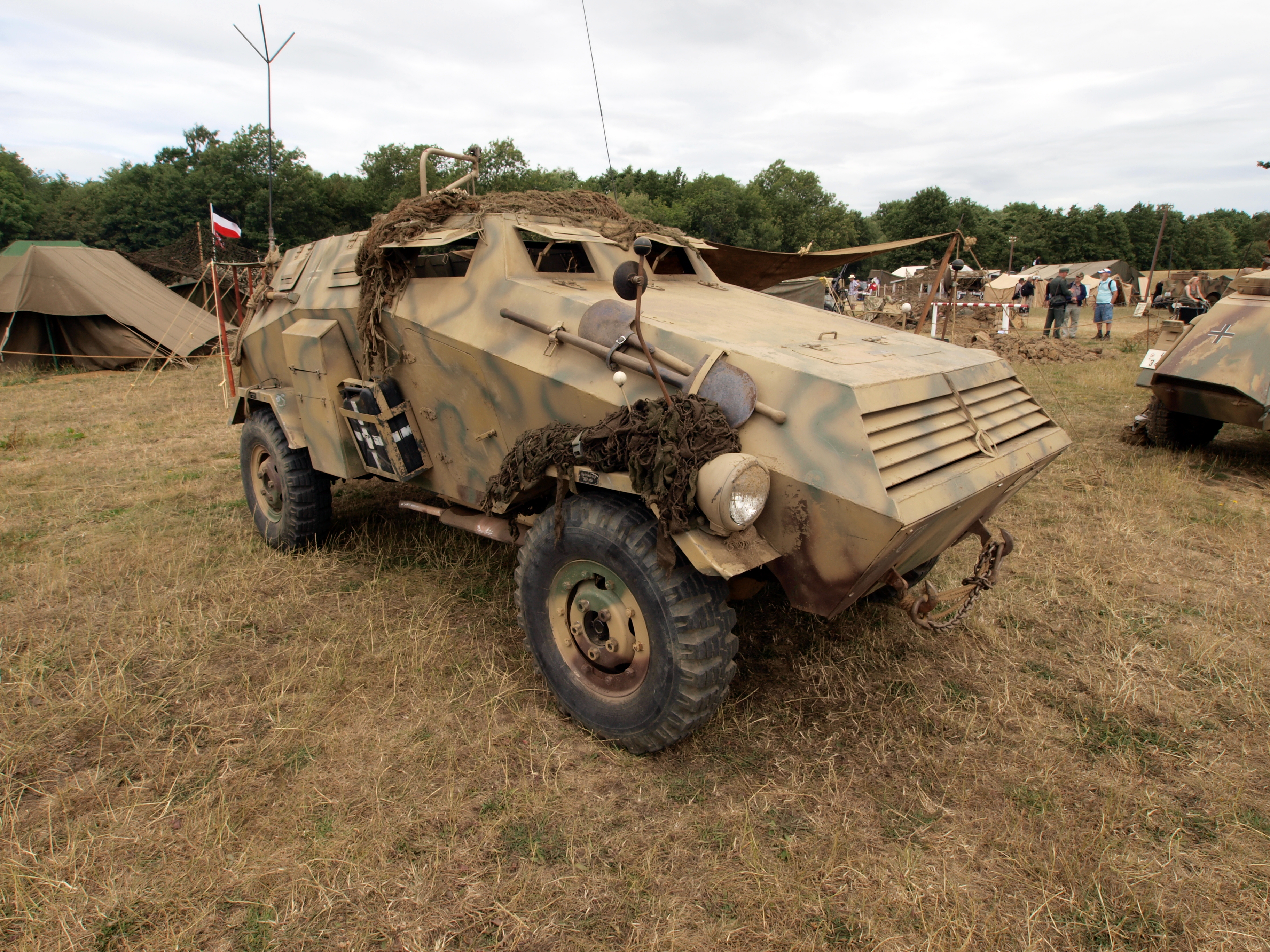
Sd.Kfz.247 Ausf. B.

Daimler-Benz chế tạo 58 chiếc xe bọc thép loại này vào năm 1941-1942 trên khung của xe tải hạng nặng 4 x 4 s.Pkw. Typ 1c.Nó được trang bị động cơ Horch(cơ chế:8 xi-lanh;dung tích:3.823 l;sử dụng dầu để chạy), có thể đạt đến tốc độ khoảng 80 km/h và có tầm khoảng 400 km.

## Lớp giáp bọc
| Độ dày nhìn theo hướng ngang và nghiêng | Mặt trước          | Cạnh sườn          | Mặt sau            | Đỉnh/cấu trúc tháp pháo |
| --------------------------------------- | ------------------ | ------------------ | ------------------ | ----------------------- |
| Cấu trúc trên                           | 8 mm (0,31 in)/38° | 8 mm (0,31 in)/35° | 8 mm (0,31 in)/30° | thiết kế mở             |
| Thân                                    | 8 mm (0,31 in)/35° | 8 mm (0,31 in)/35° | 8 mm (0,31 in)/36° | 6 mm (0,24 in)          |

## Thông số kỹ thuật
Nguồn tin cậy nhất được lấy từ Jentz, đã được đề cập ở phía trên.